# Ignaców (Radomsko)
Pour les articles homonymes, voir Ignaców.
Ignaców est une localité polonaise de la gmina de Żytno, située dans le powiat de Radomsko en voïvodie de Łódź.